# Andrei Iosivas
Andrei Iosivas (n. 15 octombrie 1999, Japonia) este un jucător de fotbal american care evoluează pe poziția de wide receiver. Din 2023, joacă pentru Cincinnati Bengals din National Football League (NFL). A jucat fotbal la colegiu la Princeton și a fost selectat de Bengals în runda a șasea a draftului NFL 2023.

## Viața timpurie și liceul
Iosivas s-a născut în Japonia pe 15 octombrie 1999, dintr-o mamă filipineză și un tată român. Familia s-a mutat în Honolulu în 2003, unde a urmat școala Punahou.

## Cariera universitară
Iosivas a practicat de asemenea atletismul, evoluând la heptatlon în echipa de atletism a Universității Princeton. El a stabilit recordul Universității cu 5.715 de puncte în 2022 și a fost numit cel mai bun atlet al anului.  

## Cariera la profesioniști

### Cincinnati Bengals

#### 2023
Iosvias a fost selectat de Cincinnati Bengals în runda a șasea, locul 206 la general, a draftului NFL 2023. A înregistrat prima sa recepție din carieră, după o pasă de 9 yarzi, în meciul din etapa a cincea a sezonului 2023 împotriva echipei Arizona Cardinals, pe care Bengals l-au câștigat cu 34–20. În etapa a șasea, împotriva lui Seattle Seahawks, Iosivas a marcat primul său touchdown după o pasă de 3 yarzi a quarterbackului Joe Burrow, într-un meci pe care Bengals l-au câștigat cu 17-13. Iosivas a reușit al doilea touchdown din carieră după o pasă de 2 yarzi împotriva lui San Francicso 49ers în ceea ce a fost singura sa recepție din meci. Iosivas a ratat meciul lui Bengals din etapa 11 împotriva Baltimore Ravens din cauza unei accidentări la genunchi. 